# Fischeitest

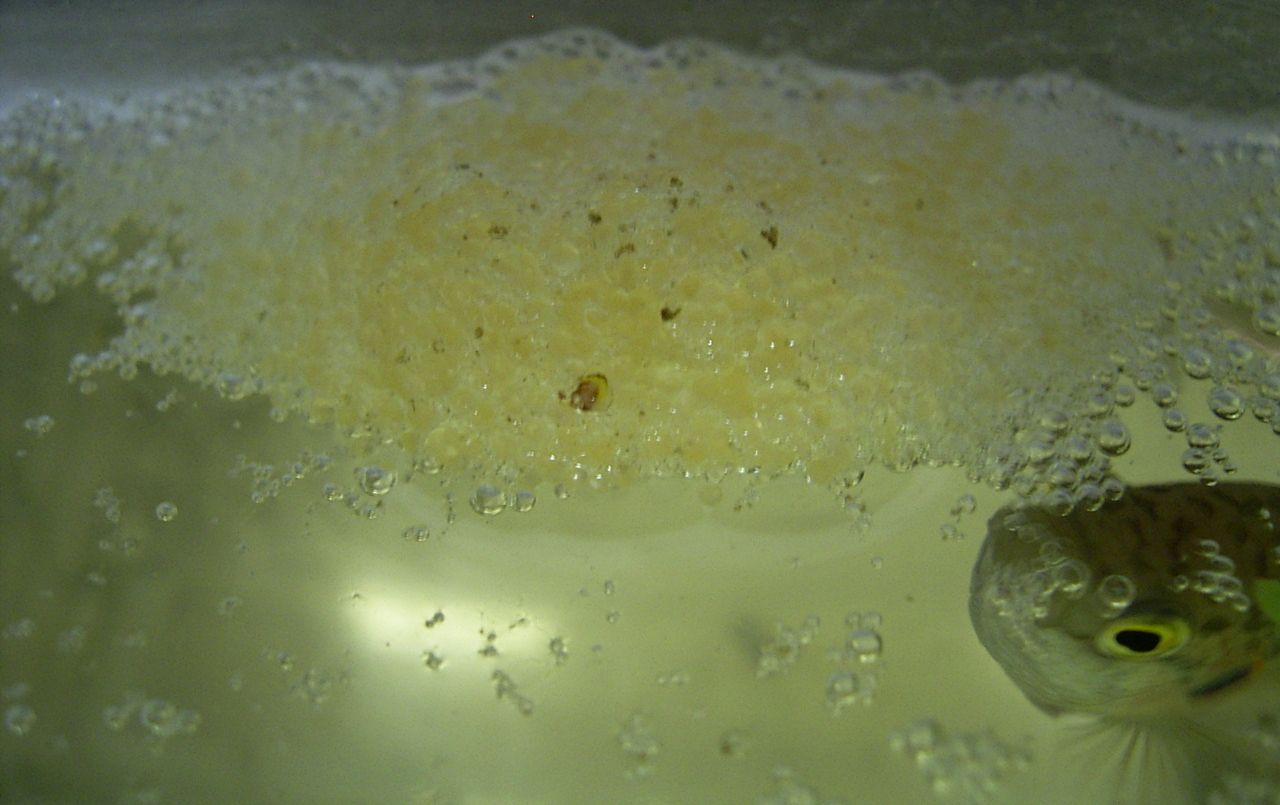
Fischeier

Der Fischeitest hat seit Januar 2005 den Fischtest als Instrument zur Untersuchung der Toxizität von Abwässern abgelöst. In seiner derzeit gültigen Fassung nach DIN EN ISO 15088 ist der Fischeitest Teil der „Deutschen Einheitsverfahren zur Wasser-, Abwasser- und Schlammuntersuchung“.
Er beruht darauf, dass befruchtete Fischeier, wenn sie giftigen Abwässern ausgesetzt werden, sich aufgrund teratogener Wirkungen der in ihm enthaltenen Gifte nicht richtig entwickeln können. Insgesamt werden 60 gesunde, befruchtete Eier des Zebrabärblings für den Test ausgewählt, die danach auf folgende letale und nicht letale Fehlbildungen untersucht werden:
Letale Missbildungen:
- Koagulation der Eier
- Nicht vorhandene Anlage der Somiten
- Kein erkennbarer Herzschlag
- Keine Ablösung des Schwanzes vom Dotter

Nicht letale Missbildungen:
- Fehlen der Augenanlagen
- Fehlende Pigmentierung
- Keine Bewegungen
- Gewebeveränderung
- Deformationen